# Женска фудбалска репрезентација Мартиника
Женска фудбалска репрезентација Мартиника (фр. Équipe de la Martinique de football), представља Француску на међународном нивоу и регион Мартиник у међународном фудбалу. Тим је под контролом Фудбалски савез Мартиника (француски: Ligue de football de la Martinique (LFM)), локалног огранка Фудбалски савез Француске (француски:Fédération française de football, скраћено FFF).

## Статус репрезентације
Као прекоморски департман Француске Републике, Мартиник није члан ФИФА-е и зато нема право да учествује на ФИФА Светском првенству за жене или било ком такмичењу које организација организује из прве руке. Мартининке, пошто су држављани Француске, имају право да играју за женску фудбалску репрезентацију Француске. Мартиник је, међутим, члан Конкакафа и CFUа и има право на сва такмичења која организују обе организације. Према статусу ФФФ (члан 34, став 6): „[...]Под контролом повезаних континенталних конфедерација, а уз сагласност ФФФ, те лиге могу организовати међународне спортске догађаје на регионалном нивоу или поставити подигните тимове како бисте учествовали у њима." Посебно правило Златног купа Конкакафа дозвољава играчима да се придруже тиму само ако нису играли за Француску у последњих пет година. С друге стране, сваком играчу који се придружи Мартинику дозвољено је да се након тога придружи репрезентацији Француске без икаквог временског ограничења.

## Конкакафов шампионат у фудбалу за жене
| Достигнућа на Конкакафов шампионат у фудбалу за жене | Достигнућа на Конкакафов шампионат у фудбалу за жене | Достигнућа на Конкакафов шампионат у фудбалу за жене | Достигнућа на Конкакафов шампионат у фудбалу за жене | Достигнућа на Конкакафов шампионат у фудбалу за жене | Достигнућа на Конкакафов шампионат у фудбалу за жене | Достигнућа на Конкакафов шампионат у фудбалу за жене | Достигнућа на Конкакафов шампионат у фудбалу за жене | Достигнућа на Конкакафов шампионат у фудбалу за жене | Достигнућа на Конкакафов шампионат у фудбалу за жене |
| Година                                               | Резултат                                             | Ута                                                  | Поб                                                  | Нер*                                                 | Изг                                                  | ГД                                                   | ГП                                                   | ГР                                                   |                                                      |
| ---------------------------------------------------- | ---------------------------------------------------- | ---------------------------------------------------- | ---------------------------------------------------- | ---------------------------------------------------- | ---------------------------------------------------- | ---------------------------------------------------- | ---------------------------------------------------- | ---------------------------------------------------- | ---------------------------------------------------- |
| 1991                                                 | Групна фаза                                          | 3                                                    | 0                                                    | 1                                                    | 2                                                    | 2                                                    | 21                                                   | −19                                                  |                                                      |
| 1993                                                 | Није учествовала                                     | Није учествовала                                     | Није учествовала                                     | Није учествовала                                     | Није учествовала                                     | Није учествовала                                     | Није учествовала                                     | Није учествовала                                     |                                                      |
| 1994                                                 | Није учествовала                                     | Није учествовала                                     | Није учествовала                                     | Није учествовала                                     | Није учествовала                                     | Није учествовала                                     | Није учествовала                                     | Није учествовала                                     |                                                      |
| 1998                                                 | Групна фаза                                          | 3                                                    | 0                                                    | 1                                                    | 2                                                    | 9                                                    | 16                                                   | −7                                                   |                                                      |
| 2000                                                 | Није учествовала                                     | Није учествовала                                     | Није учествовала                                     | Није учествовала                                     | Није учествовала                                     | Није учествовала                                     | Није учествовала                                     | Није учествовала                                     |                                                      |
| 2002                                                 | Није учествовала                                     | Није учествовала                                     | Није учествовала                                     | Није учествовала                                     | Није учествовала                                     | Није учествовала                                     | Није учествовала                                     | Није учествовала                                     |                                                      |
| 2006                                                 | Није учествовала                                     | Није учествовала                                     | Није учествовала                                     | Није учествовала                                     | Није учествовала                                     | Није учествовала                                     | Није учествовала                                     | Није учествовала                                     |                                                      |
| 2010                                                 | Није учествовала                                     | Није учествовала                                     | Није учествовала                                     | Није учествовала                                     | Није учествовала                                     | Није учествовала                                     | Није учествовала                                     | Није учествовала                                     |                                                      |
| 2014                                                 | Групна фаза                                          | 3                                                    | 0                                                    | 0                                                    | 3                                                    | 1                                                    | 22                                                   | −21                                                  |                                                      |
| 2018                                                 | Није се квалификовала                                | Није се квалификовала                                | Није се квалификовала                                | Није се квалификовала                                | Није се квалификовала                                | Није се квалификовала                                | Није се квалификовала                                | Није се квалификовала                                |                                                      |
| 2022                                                 | У току                                               | У току                                               | У току                                               | У току                                               | У току                                               | У току                                               | У току                                               | У току                                               |                                                      |
| Укупно                                               | 3/9                                                  | 9                                                    | 0                                                    | 2                                                    | 7                                                    | 12                                                   | 59                                                   | –47                                                  |                                                      |

*Жребања укључују нокаут мечеве одлучене пеналима.